# Anghi Csaba

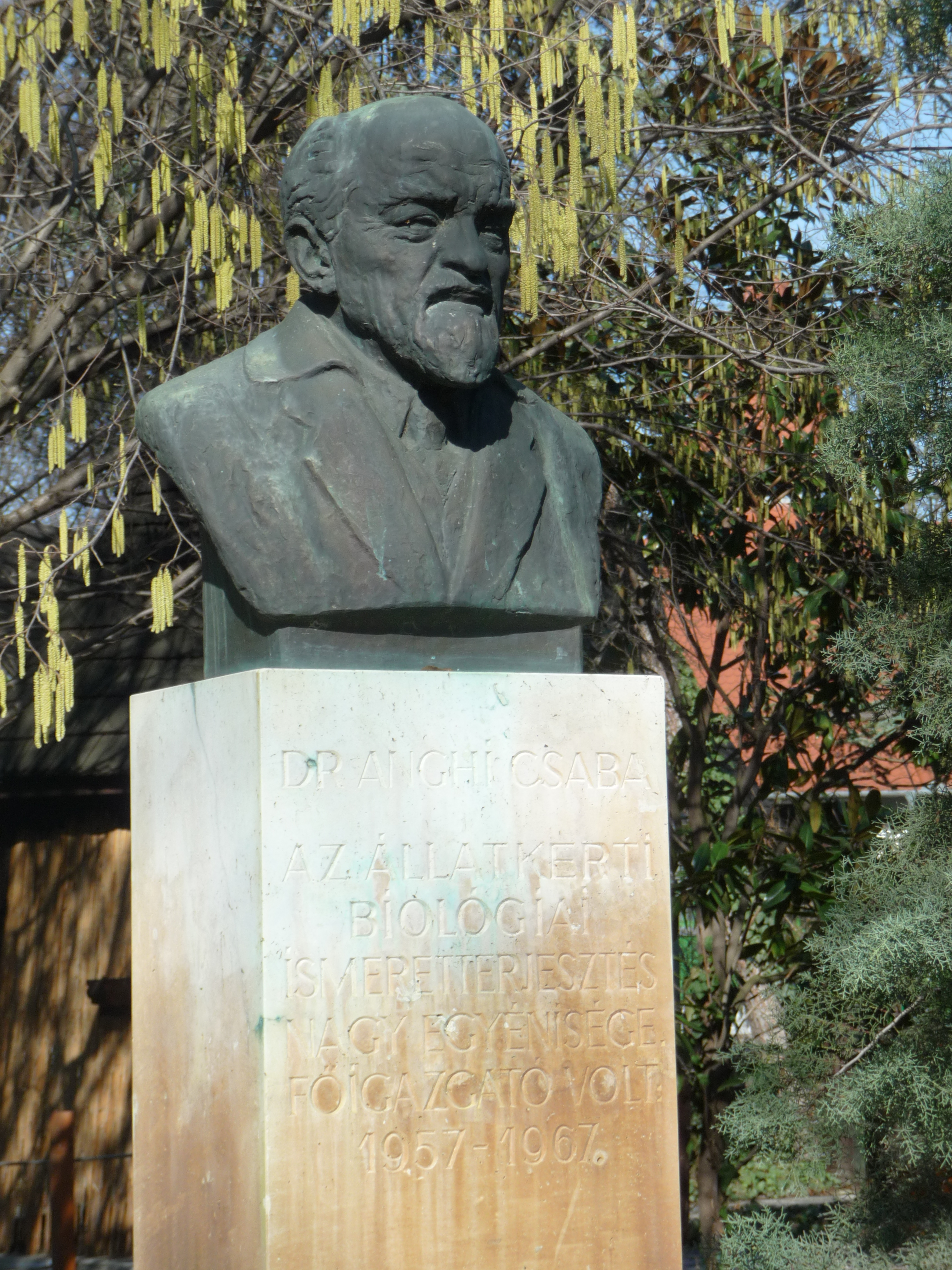
Anghi Csaba mellszobra a Fővárosi Állat- és Növénykertben

Szentmiklósi Anghi Csaba Geyza (a Geyza nevet a Géza elferdítéseként választotta) (Budapest, 1901. október 22. – Budapest, 1982. október 5.) mezőgazdasági szakember, zoológus, a Budapesti Állatkert egykori főigazgatója.

## Tanulmányai
A református nemesi származású szentmiklósi Anghi család sarja. Apja, szentmiklósi Anghi Ernő (1874–1935), Máv felügyelő, a kőbányai református egyház gondnoka, anyja, Kiss Mária Emilia volt. Az ősrégi székely eredetú család 1655. június 28-án lófőséget szerzett.
A gimnázium elvégzése után a Magyaróvári Magyar Királyi Gazdasági Akadémián szerzett gazdasági oklevelet. Ugyanott a Növénytermesztéstani Tanszéken volt gyakornok, majd a Közgazdasági Egyetem Mezőgazdasági osztályát is elvégezte. Ezután az Állattenyésztési Tanszéken Schandl professzor mellett gyakornokoskodott, majd 1924-től tanársegéd volt.

## Munkahelyei
1930-tól 1947-ig a fővárosnál szolgált, előbb mint az Állatkert Emlős Osztályának vezetője, majd a közélelmezésnél mint felügyelő.
1947-től az Agrártudományi Egyetem debreceni osztálya különleges állattenyésztéstani, majd állattenyésztéstani tanszékét vezette, 1948–49-ben pedig az osztály elnöke lett. Megszervezte az állattenyésztési kutatóintézet gödöllői baromfitenyésztő osztályának kutatólaboratóriumát, és vezette a kutatómunkát a Kisállattenyésztési Kutatóintézet megalakulásáig, amikor is ott bízták meg a prémesállat-tenyésztési osztály szervezésével, illetve vezetésével.
1956 márciusától a Budapesti Állatkert tudományos igazgatója lett, 1958-ban nevezték ki főigazgatóvá. Tíz éven át, nyugdíjazásáig vezette az állatkertet. Ezután a vidéki állatkertek szakmai felügyelőjeként tevékenykedett.

## Szakmai munkássága
Szakmai munkájában az állattenyésztés és a zoológia volt a meghatározó. Tanulmányi és állatvásárlási céllal több ízben járt külföldön. A külföldi állatkertekben, zoológiai múzeumokban, egyetemek és főiskolák állattenyésztési tanszékein módjában állt rendszertani, tenyésztéstechnikai, tenyésztésbiológiai, származástani, akklimatizációs, takarmányozástani és hibridizációs kérdésekkel foglalkozni.
Egyetemi működése alatt figyelme főleg a „kisállatok” – baromfi, nyúl, prémesállatok – tenyésztése felé fordult, s közleményeinek nagy része is ebből a témakörből született. Ugyanakkor a tenyésztésbiológia tárgykörébe tartozó dolgozatai is napvilágot láttak. Már fővárosi szolgálata alatt igyekezett betekintést nyerni minél több állatfaj domesztikációs, tartási, takarmányozási stb. viszonyaiba. Kimutatta számos állatfaj táplálékigényét, amelyet addig szabatosan nem ismertek. Ebben az időszakban készítette el magyar pásztorkutyák, majd a hazai zsiráfok és zsiráfmaradványok monográfiáját, a magyar pásztorkutyák pontozásos mintamértékét, majd kidolgozta a házinyúlfajták és az angóranyúl pontozásos bírálatának rendszerét is, amely az első ilyen jellegű hazai munka volt. Fővárosi szolgálata alatt jelent meg A magyar pásztorkutyák című könyve magyar és német nyelven. Szerkesztette és szerzőtársakkal közösen megírta Amit a kutyákról mindenkinek tudnia kell, Az angóranyúl elbírálása és a Prémesállatok tenyésztése című könyvét. Ez időben dolgozta fel a berlini Zoologisches Museum zebra- és a római Museo Civico Coloniale zsiráfbőr-gyűjteményét is.
Gyakorlati tenyésztői munkája mellett több előadást és tanfolyamot tartott a kisállattenyésztőknek.
A háború után a fővárostól megbízást kapott a háborús események során elpusztult állatkerti anyagok tudományos és ipari értékű maradványainak megmentésére. Közben kidolgozta a hüllőbőrök konzerválási eljárását, ami elősegítette az ipari felhasználhatóságot.
Debreceni tanári működése alatt főleg a Hortobágy állatainak tenyésztési problémáival foglalkozott, morfológiai feldolgozásokat végzett. Összegyűjtötte a hazai karakül juhokat a perzsatermelés és fajtajavítás céljára, s velük kezdte meg az ottani rackaállomány fajtaátalakítását. Foglalkozott a magyar szürkemarha jobb tejelővé tételének gondolatával is. Több tojásvizsgáló műszert konstruált, megkezdte a kékszemű angóranyúl tenyésztését. Ezt a munkát Gödöllőn fejezte be. A Kisállattenyésztési Kutató Intézet prémesállat-tenyésztési osztályának megszervezése után megkezdte a prémfeldolgozásnak megfelelő prémminőségű és jó tenyésztulajdonságú nyúltörzsek kialakítását, a fajtiszta karakültörzsek felállítását és a dél-amerikai nutria meghonosítását. A karakültenyésztés terén kidolgozta a prémminőség alapján való tenyészkiválasztás néhány új módszerét. Erről később kandidátusi értekezést készített.
1953-ban jelent meg a szerzőtársakkal írott kisállattenyésztési tankönyve, amelyben a prémes állatok és a nyúl tenyésztését foglalta össze. 1954-ben jelent meg Nyúltenyésztés című könyve. Számtalan ismeretterjesztő cikke hasznos információkhoz juttatta az olvasóközönséget. Állatkerti igazgatósága során is több tudományos, népszerűsítő műve látott napvilágot, mint például Az állatvilág az egyenlítőtől a sarkkörig című munkája. Munkásságának elismerését jól tükrözik kitüntetései és funkciói is. Megkapta háromszor a Munka Érdemrend arany fokozatát.

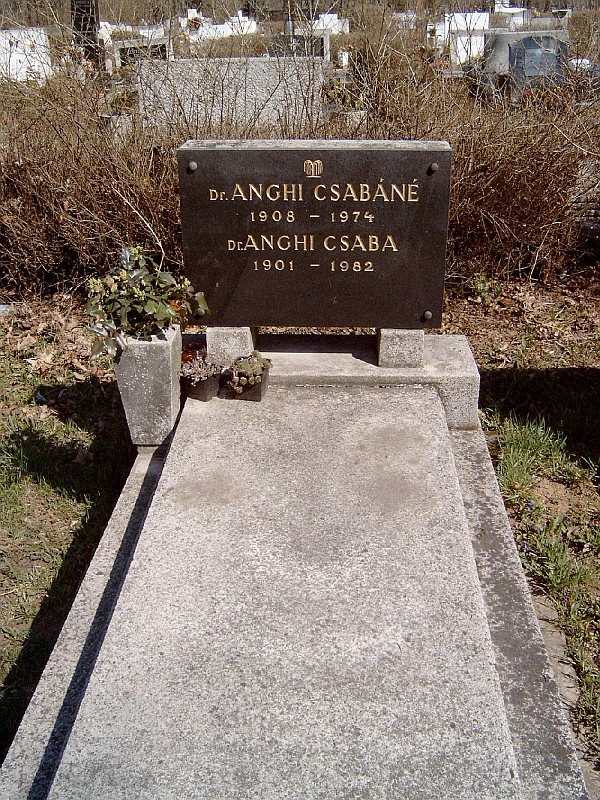
Anghi Csaba sírja Budapesten, az Óbudai temetőben: 21/2-1-21

Tagja volt az MTA állattenyésztési főbizottságának, az állattenyésztési, valamint az állatkerti tudományos tanácsoknak, a Földművelésügyi Minisztérium kisállattenyésztési szakbizottságának, a Minisztertanács mezőgazdaságfejlesztő bizottságának, elnöke az Agrártudományi Egyesület kisállattenyésztési szakosztályának és a Tudományos Ismeretterjesztő Társulat biológiai szakosztálya állatkerti munkabizottságának.
Anghi Csaba 1982. október 5-én hunyt el Budapesten.

## Főbb munkái
- Az állattenyésztés általános elvei. Budapest, 1925, 39 lap
- A magyar pásztorkutyák terminológiája, jellegleírása és standardjai. Különlenyomat Debreceni Szemle 1935, április 4. (88.) számából. 8 o.
- A magyar pásztorkutyák és külföldi rokonfajták. Budapest, 1936, 179 lap
- Az angóranyúl elbírálása. Útmutatás a kiállítási, tenyészkiválasztási és -vásárlási bírálathoz. Budapest, 1940, 51 lap
- Alapismeretek az angóranyúl tenyésztéséhez. Budapest, 1942, 20 lap
- Nutria- és nyérctenyésztés, pézsma- és panofixprém-termelés. Budapest, 1961, 160 lap
- Macskák, cicák. Budapest, 1971, 158 lap
- Nyúltenyésztés. Budapest, 1965